# Katrin Garfoot
Katrin Garfoot (ur. 18 października 1981 w Eggenfelden) – australijska kolarka szosowa pochodzenia niemieckiego, trzykrotna medalistka szosowych mistrzostw świata.

## Kariera
Pierwszy sukces w karierze osiągnęła w 2013 roku, kiedy zdobyła złoty medal w wyścigu ze startu wspólnego na kolarskich mistrzostwach Oceanii w Canberze. Rok później, podczas igrzysk Wspólnoty Narodów w Glasgow zajęła trzecie miejsce w indywidualnej jeździe na czas. Następnie wywalczyła brązowy medal w tej konkurencji na mistrzostwach świata w Doha w 2016 roku. W tym samym roku zajęła także dziewiąte miejsce w indywidualnej jeździe na czas podczas igrzysk olimpijskich w Rio de Janeiro oraz zwyciężyła w klasyfikacji Women's Tour Down Under. Ponadto zdobyła srebrny medal w wyścigu ze startu wspólnego i brązowy w jeździe na czas na mistrzostwach świata w Bergen w 2017 roku. Była także trzecia w klasyfikacji generalnej Emakumeen Euskal Bira.